# LCD Soundsystem
 (juin 2025).
La mise en forme du texte ne suit pas les recommandations de Wikipédia : il faut le « wikifier ».
Les points d'amélioration suivants sont les cas les plus fréquents. Le détail des points à revoir est peut-être précisé sur la page de discussion.
- Les titres sont pré-formatés par le logiciel. Ils ne sont ni en capitales, ni en gras.
- Le texte ne doit pas être écrit en capitales (les noms de famille non plus), ni en gras, ni en italique, ni en « petit »…
- Le gras n'est utilisé que pour surligner le titre de l'article dans l'introduction, une seule fois.
- L'italique est rarement utilisé : mots en langue étrangère, titres d'œuvres, noms de bateaux, etc.
- Les citations ne sont pas en italique mais en corps de texte normal. Elles sont entourées par des guillemets français : « et ».
- Les listes à puces sont à éviter, des paragraphes rédigés étant largement préférés. Les tableaux sont à réserver à la présentation de données structurées (résultats, etc.).
- Les appels de note de bas de page (petits chiffres en exposant, introduits par l'outil «  Source ») sont à placer entre la fin de phrase et le point final[comme ça].
- Les liens internes (vers d'autres articles de Wikipédia) sont à choisir avec parcimonie. Créez des liens vers des articles approfondissant le sujet. Les termes génériques sans rapport avec le sujet sont à éviter, ainsi que les répétitions de liens vers un même terme.
- Les liens externes sont à placer uniquement dans une section « Liens externes », à la fin de l'article. Ces liens sont à choisir avec parcimonie suivant les règles définies. Si un lien sert de source à l'article, son insertion dans le texte est à faire par les notes de bas de page.
- La présentation des références doit suivre les conventions bibliographiques. Il est recommandé d'utiliser les modèles {{Ouvrage}}, {{Chapitre}}, {{Article}}, {{Lien web}} et/ou {{Bibliographie}}. Le mode d'édition visuel peut mettre en forme automatiquement les références.
- Insérer une infobox (cadre d'informations à droite) n'est pas obligatoire pour parachever la mise en page.

Pour une aide détaillée, merci de consulter Aide:Wikification.
Si vous pensez que ces points ont été résolus, vous pouvez retirer ce bandeau et améliorer la mise en forme d'un autre article.
Pour les articles homonymes, voir LCD et Soundsystem.
LCD Soundsystem est un groupe américain (plus précisément originaires de Brooklyn à New York), qui propose une musique rock aux accents électroniques, formé en 2002 par James Murphy, cofondateur du label dance-punk DFA Records. Le groupe est composé de Murphy (chant, instruments divers), Nancy Whang (claviers et chant), Pat Mahoney (batterie), Tyler Pope (basse, guitare et claviers), Al Doyle (guitare, claviers et percussions), Matt Thornley (guitare, claviers, percussions) et Korey Richey (claviers et percussions). Le groupe est signé chez DFA depuis leur création, et sont également signés chez Columbia Records depuis 2016.
La discographie du groupe a débuté sous la forme de plusieurs EP et singles produits entre 2002 et 2004, dont le premier était "Losing My Edge", titre devenu depuis une sorte de signature de l'identité musicale de LCD Soundsystem. Ces productions ont conduit à la sortie en 2005 de leur premier album studio au titre éponyme, album qui a reçu de nombreuses critiques positives et nommé aux Grammy Awards dans la catégorie « Meilleur Album Electronique/Dance ». Le titre "Daft Punk Is Playing At My House", qui est devenu le single produit par le groupe ayant eu le plus de succès commercial, est également nommé à ces mêmes Grammy Awards dans la catégorie « Meilleur Enregistrement Dance ».
L'année suivante, LCD Soundsystem enregistre et sort 45:33, un morceau-fleuve de quarante-cinq minutes composé spécialement pour Nike. En 2007, le groupe sort un deuxième album, Sound Of Silver, qui reçoit lui aussi un accueil très favorable de la critique et une autre nomination aux Grammy dans la même catégorie que le premier album.
En 2010, LCD Soundsystem sort un troisième album, nommé This Is Happening, qui est rapidement devenu leur premier album à atteindre le Top 10 des charts aux États-Unis. En février 2011, le groupe poste un communiqué sur les réseaux sociaux, annonçant qu'ils se sépareraient à la suite d'un concert d'adieu donné au Madison Square Garden le 2 avril de la même année. Cet adieu est documenté sous la forme d'un film, Shut Up And Play The Hits, également disponible en format album live, sous le titre The Long Goodbye, sorti en avril 2014.
Après une série de rumeurs dans la presse évoquant une possible reformation, le groupe sort en décembre 2015 son premier single en cinq ans, "Christmas Will Break Your Heart". Le groupe confirme par la suite cette reformation et annonce dans l'entremise une tournée pour 2016 avec des apparitions dans de nombreux gros festivals. Ils sortent finalement un quatrième album, American Dream, en septembre 2017. Cet album est devenu numéro un des charts aux États-Unis, fut nommé aux Grammy Awards tandis que le single "Tonite" gagne un Grammy dans la catégorie "Meilleur Enregistrement Dance".
En 2019, le groupe sort l'album Electric Lady Sessions. C'est un album enregistré dans les conditions d'un live avec la formation de scène du groupe, il reprend 12 titres d'une setlist, dont 3 reprises.
Après une courte pause entre 2019 et 2020, LCD Soundsystem tourne régulièrement aux États-Unis. Ils sortent un nouveau single, "new body rhumba" en septembre 2022 (écrit spécialement pour la bande originale du film White Noise de Noam Baumbach), retournent jouer en Europe dès 2023 et annoncent le 1er novembre 2024 la sortie d'un futur cinquième album avec la sortie d'un nouveau single, "X-Ray Eyes".

## Histoire

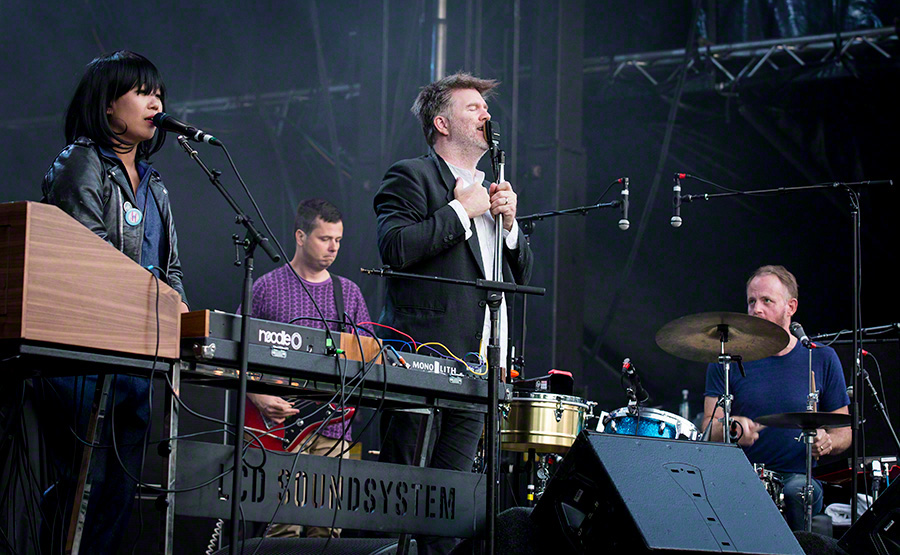
LCD Soundsystem en 2016.

### Premiers singles et album éponyme (2002-2005)
James Murphy fonde LCD Soundsystem en 2002 dans le "borough" new yorkais de Brooklyn. Le "LCD" du nom signifie "Liquid Christmas Display" (affichage liquide de Noël), jeu de mots sur l'appellation Liquid-Crystal Display, et provient d'un nom que James Murphy donne à un "faux" groupe qu'il monte à l'occasion d'une fête de Noël lors de laquelle il joue avec le batteur Pat Mahoney des reprises de titres du groupe Liquid Liquid.
Le groupe commence à sortir plusieurs singles sous l'égide de DFA Records, un label cofondé par Murphy lui-même. Leur premier single, "Losing My Edge", attire l'attention et arrive à la 115e place des charts britanniques. Décrit dans la presse comme "une dissection amusante du cool construite sur une rythmique électronique plutôt sale et longue de huit minutes", le single devient rapidement un tube underground dans les clubs. Après leur tout premier concert remarqué donné à Londres le 25 novembre 2002, leur deuxième concert a lieu aux rencontres Trans Musicales, le 6 décembre de la même année à Rennes. Ce premier titre qui leur donne l'occasion de jouer des concerts est rapidement suivi du single "Give It Up", et l'année suivante des singles "Yeah" et "Movement". Ces deux derniers titres arrivent respectivement aux places 77 et 52 au Royaume-Uni.
En janvier 2005, LCD Soundsystem sort son premier album studio au titre éponyme et reçoit un très bon accueil. La version CD inclus un second disque de tous les singles sortis alors, qui ne sont pas déjà comptés dans l'album. Le mois suivant, le groupe sort le single "Daft Punk Is Playing At My House", qui devient rapidement leur premier morceau à entrer dans le Top 40 britannique (au numéro 29) ainsi que leur plus grand succès commercial pour un simple (avec des apparitions dans les charts australiens, belges et néerlandais). Le groupe tourne avec M.I.A pour faire la promotion du premier album. En juin, LCD produit une reprise du titre "Slowdive", écrit à l'origine par le groupe anglais Siouxsie & The Banshees, destiné à devenir la face B du single "Disco Infiltrator".
En décembre, le groupe reçoit des nominations pour deux Grammy : un pour leur album, nommé dans la catégorie "Meilleur Album Electronique/Dance" et un autre pour "Meilleur Enregistrement Dance" pour le single "Daft Punk Is Playing At My House".

### 45:33etSound Of Silver(2006-2008)
En octobre 2006, LCD Soundsystem sort une nouvelle composition titrée "45:33", qui fait alors partie de la série de titres Original Run de la marque Nike. Ce titre fleuve de plus de quarante-cinq minutes est disponible en téléchargement sur Itunes. Malgré ce titre, le morceau est long de quarante-cinq minutes et cinquante-huit secondes. Murphy souhaite davantage faire référence ici aux vitesses de lectures d'un vinyle (soit en "45 tours", soit en "33 tours") mais surtout qu'il voulait profiter de l'occasion proposée par Nike afin de composer un long morceau, assez proche du E2-E4 de Manuel Göttsching.
Le deuxième véritable album studio signé par LCD Soundsystem, Sound Of Silver, sort le 20 mars 2007 et reçoit un accueil critique immédiat. Mixmag lui accorde le titre d'Album du Mois, Pitchfork lui donne la note de 9.2 et The Guardian cinq étoiles. La sortie de l'album est précédée par le single "North American Scum", sorti en février 2007. Le single suivant, "All My Friends", est accompagné de reprises réalisées par Franz Ferdinand et l'ex Velvet Underground, John Cale. Dans sa version électronique (disponible en téléchargement), l'EP "All My Friends" inclus également une reprise, signée LCD Soundsystem, du titre "No Love Lost" des anglais de Joy Division. En septembre 2007, le groupe sort l'EP A Bunch Of Stuff et part en tournée accompagnés d'Arcade Fire. Plus tard la même année, le groupe sort "Someone Great" comme troisième single extrait de Sound Of Silver et réédite 45:33 sous format CD et vinyle via DFA Records. En décembre, le groupe sort une compilation des faces B présentes sur les singles européens nommée Confuse The Marketplace.
Toujours en décembre 2007, LCD Soundsystem reçoit une nouvelle nomination aux Grammy Awards dans la catégorie "Meilleur Album Electronique/Dance" pour Sound Of Silver. L'album est également nommé "meilleur album de 2007" par des publications comme The Guardian, Uncut ou Drowned In Sound. Le magazine Time nomme "All My Friends" dans les "Dix Meilleurs Chansons de l'année 2007" et l'auteur Josh Tyrangiel fait l'éloge de la "magie" du morceau en disant que "la répétition unilatérale des mêmes motifs de guitare, de piano et de basse, combinés aux textes d'une vie vécue avec ou sans regrets conduit à un climax aussi fort qu'un coup de poing nous remémorant tout ce qu'on perd quand on vieillit". Plus tard, ce même morceau sera nommé second meilleure chanson de toutes les années 2000 par Pitchfork.
Après la fin de la tournée Sound Of Silver, le groupe enregistre un titre nommé "Big Ideas" pour la musique originale du film 21.

### This Is Happeninget séparation (2009-2011)
Le 18 novembre 2008, Al Doyle, guitariste du groupe, semble suggérer lors d'une interview avec 6 Music que le groupe cessera d'exister prochainement. Cependant, le jour suivant, Doyle et James Murphy écrasent la rumeur, puisque Murphy indique que LCD Soundsystem prépare un nouvel album. Murphy commence à enregistrer de nouveaux morceaux pendant l'été 2009 dans une grande maison de Los Angeles transformée en studio. Les titres envisagés alors pour ce troisième disque sont à l'époque "Why Do You Hate Music ?" et "Love In L.A". Pour le Record Store Day 2009, le groupe sort une reprise d'Alan Vega (du groupe Suicide), "Bye Bye Bayou".

Le 23 février 2010, le site web de LCD Soundsystem annonce que l'album est terminé. Le premier single, "Drunk Girls", sort en streaming le 25 mars. Le titre et la pochette de ce disque sont révélés sur le site de DFA Records le 30 mars. L'album, titré This Is Happening, sort le 17 mai 2010 en Europe et le jour suivant aux Etats-Unis. Avant la sortie, Murphy révèle en interview que "ce disque sera encore meilleur que les deux premiers". Il révèle également qu'il s'agira certainement du dernier album signé par LCD Soundsystem. Le groupe donne ensuite deux concerts secrets au Webster Hall de New York les 9 et 12 avril. Lors de ces concerts, Murphy prends la parole et demande aux spectateurs de ne pas faire fuiter l'album en ligne avant la date du 17 mai. Selon le NME, Murphy serait allé jusqu'à se mettre à genoux sur scène avant de déclarer :
Si vous êtes en possession d'une copie du disque en avance, que vous avez envie de le partager avec le reste du monde, je vous implore de ne pas le faire. Nous avons passé deux ans à enregistrer cet album et nous voulons le sortir quand nous le déciderons. Je me fiche de l'argent. Une fois sorti, donnez-le à qui vous voulez gratuitement mais d'ici là, gardez le uniquement pour vous.
Pour l'édition 2010 du Record Store Day, le groupe sort mille copies d'un maxi 45-tours du morceau "Pow Pow", extrait de This Is Happening. Lors d'une interview pour The Quietus en août, Murphy insiste que LCD Soundsystem va continuer à enregistrer de la musique : "nous ferons encore quelques maxis et d'autres singles. J'ai juste besoin de m'éloigner de ce concept que le groupe est devenu énorme".
Le 8 février 2011, LCD Soundsystem annonce sur son site internet que le groupe donnera son ultime concert le 2 avril au Madison Square Garden de New York. Une fois les tickets mis en ligne pour la prévente, plusieurs problèmes sont survenus concernant la disponibilité des places. Une fois la vente, quasi immédiate, de l'intégralité des places effectuée, LCD Soundsystem annonce qu'ils feront quatre concerts "d'échauffement" au Terminal 5 de New York quelques jours avant le concert du Madison Square. La setlist de ces concert est alors quasi identique à la setlist du dernier concert. Lors de tous ces concerts, le dernier morceau reste "New York, I Love You but You're Bringing Me Down". Le show dure alors presque quatre heures, avec l'apparition d'invités de marque tels que Arcade Fire, Liquid Liquid, Reggie Watts et quelques autres.

### L'après séparation (2011-2014)
Avant de faire ces derniers concerts, LCD Soundsystem produit une reprise de Franz Ferdinand, et plus particulièrement du titre "Live Alone", pour l'EP Covers du groupe écossais. Le 12 avril, Murphy annonce la sortie du concert au Madison Square Garden en DVD, avec une bien meilleure qualité d'image que celle du stream proposé par Pitchfork. En outre, un documentaire nommé Shut Up and Play The Hits, qui chronique la vie de Murphy quarante-huit heures avant la dernière performance, est projeté au Festival de Sundance le 22 janvier 2012, avant de connaître une sortie limitée dans quelques cinémas. Le 5 mars 2013, LCD Soundsystem est nommé l'un des "Nouveaux Groupes Immortels" du magazine Rolling Stone. Le 19 avril 2014, l'enregistrement du dernier concert sort dans un coffret de cinq vinyles sous le nom The Long Goodbye : LCD Soundsystem Live at Madison Square Garden.

### Retour,American DreametElectric Lady Sessions(2015-2019)
En octobre 2015, un article de Consequence Of Sound annonce que des "sources multiples" confirment le retour de LCD Soundsystem pour 2016 afin de jouer dans "un certain nombre de grands festivals aux Etats-Unis et au Royaume-Uni". Cette annonce est finalement confirmée par Billboard, alors que le jour même, le manager du label DFA Records annonce au contraire que le groupe ne se reformerait pas. Le cofondateur du label DFA, Jonathan Galkin, affirme la même chose dans un article de Pitchfork.
Pourtant, le 24 décembre 2015, LCD Soundsystem sort le single "Christmas Will Break Your Heart", soit la première chanson enregistrée du groupe en cinq ans. Considérée comme une "chanson de Noël dépressive" que James Murphy se chantait à lui-même tous les ans, la chanson est finalement enregistrée en 2015 une fois que Murphy s'est arrangé pour faire venir les membres Al Doyle, Pat Mahoney, Nancy Whang et Tyler Pope aux DFA Studios pour enregistrer le morceau, disponible en format digital ou en vinyle 45 tours. Après la sortie du single, Consequence Of Sound et Billboard annoncent de nouveau un retour sur scène du groupe en 2016.
La reformation du groupe est confirmée le 4 janvier 2016 quand LCD Soundsystem est annoncé parmi les têtes d'affiches du festival Coachella. Le jour suivant, le groupe annonce un nouvel album studio pour 2016. Murphy, qui a travaillé avec David Bowie lors des sessions de l'album Blackstar, dit que Bowie l'a aidé à le convaincre de reformer le groupe (avant le décès de Bowie en janvier 2016). Le 13 février, il est annoncé que LCD Soundsystem a signé un contrat avec Columbia Records. Le 23 mars, le groupe figure parmi les têtes d'affiches du festival Lollapalooza. Le groupe donne également deux concerts au Webster Hall de New York les 27 et 28 mars, marquant de ce fait leur retour sur scène après cinq années d'absence. Afin d'éviter tout problème lors de l'achat des places, le management met en place un système de loterie aléatoire. Pour le reste de l'année 2016, le groupe joue dans les festivals de Glastonbury, Primavera Sound, Bonnaroo, mais également We Love Green à Paris.
En août 2016, le groupe annule des dates en Asie et en Australie afin d'avoir le temps de terminer leur quatrième album. Ainsi, même s'il était prévu de sortir ce disque en 2016, la sortie est décalée en 2017 afin de laisser encore quelques mois au groupe de le terminer. LCD Soundsystem joue son premier concert de l'année 2017 au nouvellement ouvert Brooklyn Steel le 6 avril. Pendant le concert, ils jouent quelques nouveaux morceaux, dont "Tonite", "Call The Police" et "American Dream". Un quatrième nouveau titre, "Emotional Haircut", est joué lors d'un autre concert au même endroit. Le 5 mai, le groupe sort "Call The Police" et "American Dream" en double single. Profitant de la sortie numérique de ces deux titres, Murphy en profite pour joindre un texte sur les réseaux sociaux du groupe afin de donner des nouvelles de leur nouvel album. Le groupe est invité à jouer ces deux titres lors de la quarante-deuxième saison du Saturday Night Live, plus exactement pour l'épisode du 6 mai. Le 19 juin, le groupe annonce le titre de ce quatrième album, American Dream et sa date de sortie : le 1er septembre, via Columbia et DFA Records. Ce jour-là, la tracklist complète de l'album est révélée, accompagnée par un certain nombre de dates qui annoncent une future tournée mondiale. American Dream sort finalement à la date prévue et rencontre le succès escompté, puisqu'il est nommé comme "Meilleur Album Alternatif" aux Grammy. C'est finalement le single "Tonite" qui leur permet de remporter leur premier Grammy Award, dans la catégorie "Meilleur Enregistrement Dance".
À la suite de la tournée American Dream (qui les a vus passer à l'Olympia de Paris les 13 et 14 septembre 2017 et aux Nuits de Fourvière de Lyon le 12 juin 2018), le groupe entre aux Electric Lady Studios de New York afin d'y enregistrer une "live session" le 12 septembre 2018. L'album live, titré simplement Electric Lady Sessions, est finalement disponible le 8 février 2019. On y note les reprises des morceaux "Seconds" de Human League, "I Want your Love" de Chic et de "We Don't Need This Fascist Groove Thang" de Heaven 17.

### "Holiday Special",résidences de concerts et collaborations diverses (2020-2023)
Pendant son apparition dans le podcast WTF with Marc Maron en juillet 2021, James Murphy révèle que LCD Soundsystem n'a pas travaillé sur de nouveaux morceaux pendant la crise du Covid et se trouvaient actuellement en "pause totale". Il ajoute que le groupe "en est au point de retrouver une vie totalement normale" et qu'ils n'ont donc pas prévus de tournée ou de nouvel album. Concernant l'idée d'enregistrer à nouveau, il répond "que nous trouverons le moyen de le faire quand il sera temps de s'y mettre". La « pause totale » du groupe prend fin en octobre 2021, à la suite de l'annonce d'une résidence de vingt concerts à la salle Brooklyn Steel de New York donnés de la fin novembre à la fin décembre de l'année 2021. La claviériste Gavilán Rayna Russom révèle en novembre de cette même année dans une interview avec Pitchfork qu'elle quitte le groupe, citant un "désir de plus en plus important de travailler sur d'autres projets". Le multi-instrumentaliste Matt Thornley est également absent pendant cette résidence. Le groupe engage donc deux nouveaux claviériste pour ces concerts : Abby Echiverri et Nick Millhiser, ce dernier faisant partie du groupe Holy Ghost!, signés eux aussi chez DFA Records. Cette résidence s'arrête brutalement et prématurément quand le groupe annule les trois derniers concerts à la suite d'une remontée des cas de Covid à New York. Malgré leur volonté de ne pas annuler, le groupe annonce finalement le 17 décembre que ces concerts étaient définitivement annulés et remboursés.
Le 22 décembre 2021, Amazon Music diffuse The LCD Soundsystem Holiday Special via leur chaîne Twitch. Cette émission spéciale prends la forme d'une parodie de sitcom des années 1990, titrée All My Friends et faisant figurer des humouristes et des acteurs dans les rôles des membres du groupe, comme Eric Wareheim dans le rôle de Murphy, Macaulay Culkin dans le rôle de Pat Mahoney ou Christine Ko dans le rôle de Nancy Whang. L'émission est également accompagnée d'un concert préenregistré par le groupe (le vrai). Wareheim dira en interview que Murphy et lui ont travaillé sur ce projet de fausse sitcom "depuis environ quinze ans". L'émission est produite et réalisée par Wareheim entre novembre et décembre 2021. Wareheim comme Murphy furent tous les deux surpris de l'accord d'Amazon Music pour diffuser l'épisode.
Le 26 février 2022, LCD Soundsystem est l'invité musical d'un épisode du Saturday Night Live présenté par John Mulaney. Sur place, le groupe décide de jouer "Thrills" et "Yr City's a Sucker", des morceaux extraits de leur premier album, plutôt que des nouveaux titres, comme le veut pourtant la tradition des invités du SNL. De plus, le groupe au complet apparaît dans un sketch du même épisode.
En mars 2022, Murphy poste sur les réseaux sociaux du groupe une annonce résumant les volontés de LCD Soundsystem pour l'année courante. Il annonce le désir collectif des membres du groupe de jouer live sans avoir de nouvel album à promouvoir. Murphy, Whang, Mahoney et Pope sont réunis avec l'ancien membre Phil Mossman lors d'un concert anniversaire des vingt ans du label DFA le 26 mars. LCD Soundsystem démarre ensuite leur "tournée de résidences" par des passages (généralement de quatre concerts) à Philadelphie, à Boston, à Londres en Angleterre ainsi qu'à Oakland et San Francisco.
En août 2022, le magazine Variety annonce que le groupe va contribuer à la bande originale du film White Noise de Noah Baumbach avec un nouveau titre nommé "New Body Rhumba". Ce titre est finalement diffusé en tant que single le 30 septembre de la même année. Le même jour, le groupe annonce une nouvelle résidence de vingt concerts au Brooklyn Steel, s'étalant de la mi-novembre à la fin décembre 2022.
Le 31 janvier 2023, le Groupe AEG annonce LCD Soundsystem comme l'un des trois groupes faisant partie d'une série de concerts-festivals nommés Re:SET.
Le 18 octobre, LCD Soundsystem collabore avec le groupe Idles sur un single intitulé "Dancer", avec James Murphy et Nancy Whang en "backing vocals".
En novembre et décembre de la même année, le groupe s'embarque dans le "Tri Boro Tour", jouant douze concerts dans différentes parties de New York City (que ce soit à Brooklyn, à Manhattan ou dans le Queens).

### Futur cinquième album (2024)
Après une assez longue tournée des festivals d'été en Europe, dont des passages aux festivals Beauregard de Caen, Nuits de Fourvière à Lyon et Rock en Seine à Paris entre juillet et août 2024, LCD Soundsystem annonce un cinquième album accompagné d'un premier single "X-Ray Eyes". Le single sort en streaming et en vinyle le 22 octobre 2024 et marque le premier enregistrement du groupe depuis "New Body Rhumba" en 2022. Dans une adresse à la presse datée du 1er novembre 2024, James Murphy annonce que le groupe est actuellement en train d'enregistrer un nouvel album entre les apparitions du groupe sur scène.

## Style
La musique de LCD Soundsystem peut être décrite comme un mélange de dance music et de post-punk avec des éléments de disco et d'autres styles.

## Membres du groupe

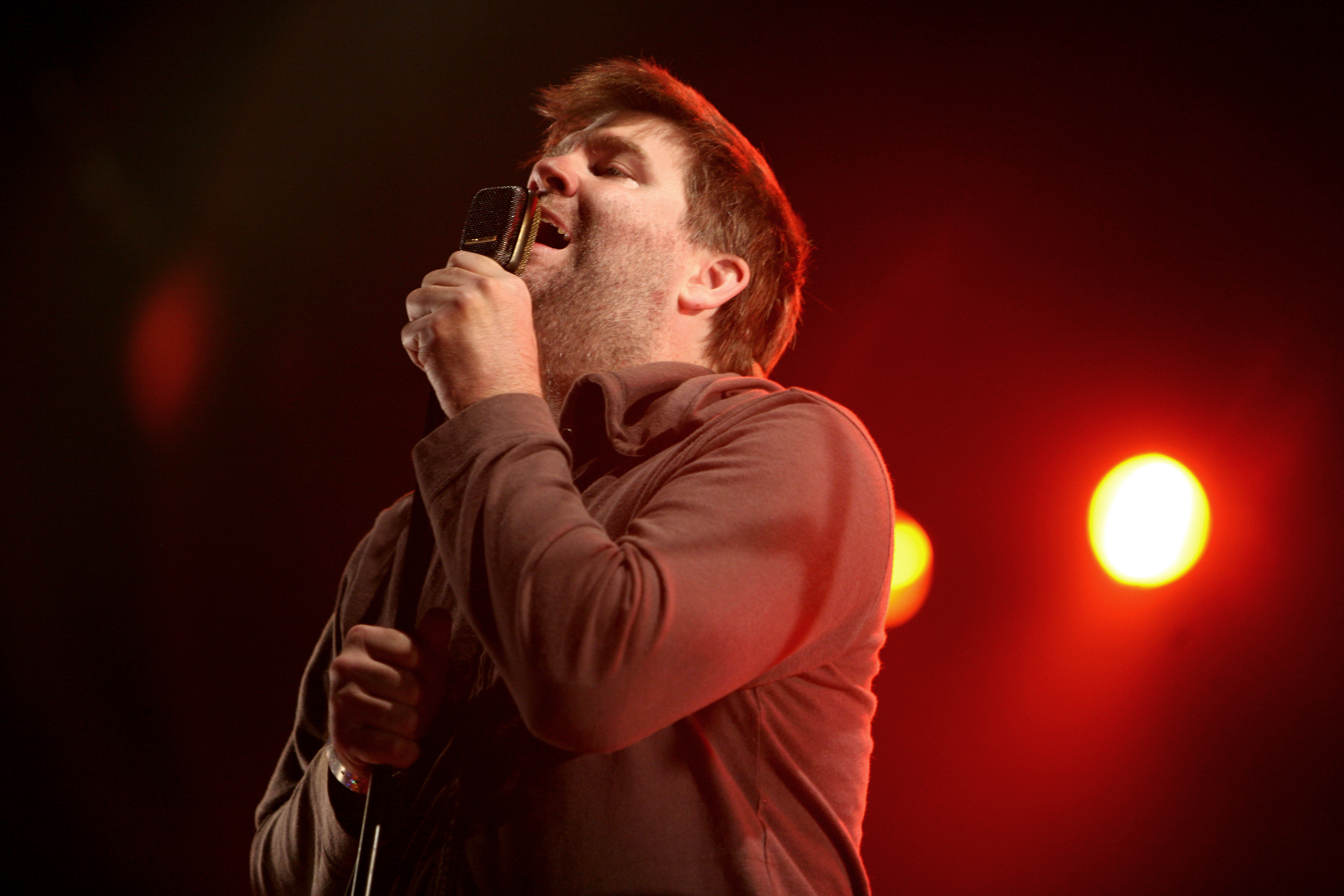
Le leader James Murphy à La Route Du Rock en août 2007.

Le groupe compte 6 membres officiels :
- James Murphy – voix, synthés, guitare, basse, batterie, percussions, drum machine, production (depuis 2002)
- Pat Mahoney – batterie, percussions, drum machine, claps, synthés, voix (depuis 2002)
- Nancy Whang – voix, claviers, synthés (depuis 2002)
- Tyler Pope – basse, guitare, synthés, claps, drum machine (2004-2011; 2016-présent)
- Al Doyle – guitare, percussions, synthés, basse (2005-2011; 2016-présent)
- Korey Richey – percussions, synthés, piano, voix (2016-présent)

A ces membres s'ajoutent deux membres de tournée :
- Abby Echiverri – claviers, guitare, percussions, voix (2021–présent)
- Nick Millhiser – claviers, percussions, voix (2021–présent)

Anciens membres :
- David Scott Stone – guitare, percussions, synthés, voix
- Phil Skarich – basse
- Phil Mossman – guitare, percussions (2002-2011; retour exceptionnel en 2022)
- Jerry Fuchs – batterie, percussions (décédé)
- J.D. Mark – guitare (décédé)
- Gavin Rayna Russom – synthés, voix (2008-2021)
- Matt Thornley – guitare, percussions, piano, synthés, drum machine (2006-2021)

## Discographie

### Singles
- 2002 : Losing My Edge
- 2003 : Give It Up
- 2004 : Yeah
- 2004 : Movement
- 2005 : Daft Punk Is Playing at My House
- 2005 : Disco Infiltrator / Slowdive
- 2005 : Tribulations
- 2007 : No Love Lost / Poupée de cire
- 2009 : Bye Bye Bayou
- 2010 : Drunk Girls
- 2010 : I Can Change
- 2010 : Throw
- 2011 : Live Alone
- 2015 : Christmas Will Break Your Heart
- 2017 : Call the Police / American Dream
- 2017 : Tonite
- 2017 : Pulse (v.1)
- 2018 : (We Don't Need This) Fascist Groove Thang
- 2022 : New Body Rhumba
- 2024 : X-Ray Eyes